# Faustino Espinoza Navarro
Faustino Espinoza Navarro (* 15. Dezember 1905 in Cusco, Peru; † 15. Januar 2000 ebenda) war ein peruanischer Schauspieler, Dichter und Dramatiker. Als Wiederbegründer des Inti Raymi in Cusco und Mitgründer der Academia de la Lengua Quechua schrieb er seine literarischen Texte auf Cusco-Quechua.

## Leben
Faustino Espinoza wuchs als Sohn des Besitzers einer kleinen Finca in der Nähe von Cusco auf. Seine Eltern sprachen Spanisch mit ihm, doch lernte er Quechua als Zweitsprache von anderen Kindern, so dass er es nach eigener Aussage wie eine Muttersprache beherrschte. Daneben lernte er durch seinen Vater und eigene Studien auch Qhapaq simi, einen von spanischen Lehnwörtern „gereinigten“ Soziolekt des Cusco-Quechua, der in Theaterstücken und Gedichten verwendet wurde.
Gemeinsam mit Humberto Vidal Unda rekonstruierte Faustino Espinoza Navarro das Inti Raymi von Cusco auf der Grundlage von Beschreibungen in den Comentarios Reales des Inca Garcilaso de la Vega (1612) und erstellte das erste Bühnenmanuskript mit der Rolle des Inka und den restlichen Dialogen in Gänze auf Qhapaq simi. Am 24. Juni 1944 wurde das Inti Raymi vor den Ruinen der Festung Saksaywaman bei Cusco uraufgeführt, wobei Espinoza die Rolle des Inka übernahm. Auf diese Weise erhielt er in Cusco Anerkennung als Intellektueller und kulturelle Autorität. Das Inti Raymi wird seitdem in Cusco jedes Jahr am 24. Juni aufgeführt. In den ersten 14 Jahren spielte Espinoza den Inka, doch 1958 wurde er auf Betreiben der akademischen Elite durch Ricardo Castro Pinto ersetzt, der bis dahin die Rolle des Willaq Umu gespielt hatte.
1953 gründete Faustino Espinoza mit anderen Autoren, die auf Qhapaq simi schrieben, die Academia de la Lengua Quechua (heute Academia Mayor de la Lengua Quechua), deren Satzung im Januar 1954 verabschiedet wurde, und arbeitete fortan als Quechua-Lehrer. Er war Vorsitzender der Akademie von 1963 bis 1965 und von 1976 bis 1980. 1973 begann er, die Zeitschrift Inka Rimay („Inka-Sprache“, gemeint war das Qhapaq simi) zu veröffentlichen, und 1982 plante er eine „internationale vereinheitlichte Quechua-Grammatik“.
Faustino Espinoza schrieb 40 Bücher auf Quechua, von denen jedoch nicht alle veröffentlicht wurden. In seinen Büchern Qosqo (1963) und Machu Pikchu (1978) gab er mehr als 100 Quechua-Gedichte heraus. 1984 erhielt er die Medaille der Stadt Cusco.

## Familie
Faustino Espinoza war verheiratet mit Julia Farfán, mit der er drei Kinder hatte, die beiden Töchter Zoila und Flor sowie den Sohn Fausto Espinoza Farfán, Filmschauspieler und Bildhauer, der unter anderem im 1973 herausgekommenen Film Jatun Auka von Jorge Sanjinés spielte und im Auftrag von Daniel Estrada Pérez die Pachacutec-Statue am Platz Óvalo de Pachacutec in Cusco errichtete.

## Werke
- Espinoza Navarro, Faustino (1956): Vocabulario trilingue: español-qheshwa (Quechua)-ingles: con un apéndice de aforismos en lengua inkayka. H.G. Rozas, Cusco.
- Espinoza Navarro, Faustino (1963): Qosqo: poemas del inka. Ediciones Inka-Rimay, Cusco.
- Espinoza Navarro, Faustino (1977): Guión para la escenificación del Inti Raymi en la ciudad sagrada de los Inkas. Editorial Garcilaso, Cusco.
- Espinoza Navarro, Faustino (1978): Machu Pikchu: poemas del Inka. Wiraqocha Biblioteca, Cusco.
- Espinoza Navarro, Faustino (1985): Breve historia de la Academia Peruana de la Lengua Quechua. En: Inka Rimay. Órgano de la Academia Peruana de la Lengua Quechua, 25–33. Academia Peruana de la Lengua Quechua, Cusco.
- Espinoza Navarro, Faustino (1999): Manual para aprender quechua del Cusco. Academia Mayor de la Lengua Quechua, Cusco.
- Espinoza Navarro, Faustino (2000): Inka yachaykuna [Sapiencia inka]. Academia Mayor de la Lengua Quechua, Cusco.
- Moya Loayza, Gustavo y Faustino Espinoza Navarro (1983): Guía turística, circuito Cusco P'isaq Intiwatana. Cusco.